# Chongqing Olympic Sports Centre
Chongqing Olympic Sports Centre (chiń. 重庆市奥林匹克体育中心; pinyin Chóngqìng shì Àolínpǐkè Tǐyùzhōngxīn) – wielofunkcyjny stadion w mieście Chongqing, w Chinach. 

## Historia
Obiekt może pomieścić 58 680 widzów. Został otwarty w 2004 roku. Stadion był jedną z aren piłkarskiego Pucharu Azji 2004. Rozegrano na nim sześć spotkań fazy grupowej oraz jeden ćwierćfinał turnieju. W 2007 roku na stadionie rozegrano 14 z 16 spotkań 4. Mistrzostw Azji w piłce nożnej kobiet (w tym wszystkie mecze fazy pucharowej), a w 2008 roku obiekt gościł wszystkie spotkania 3. edycji turnieju finałowego o Puchar Azji Wschodniej.